# Olation
Olation bezeichnet in der anorganischen Chemie den Prozess, bei dem Metallionen in wässriger Lösung polymere Oxide bilden. Das Phänomen ist wichtig für das Verständnis der Beziehung zwischen Metall-Aquakomplexen und Metalloxiden, die durch viele Mineralien repräsentiert werden.
Bei niedrigem pH-Wert liegen viele Metallionen in wässriger Lösung als Aqua-Koordinationskomplexe mit sechs Molekülen Wasser vor, oft mit der Formel [M(H2O)6]3+. Bei steigendem pH-Wert ionisiert eine O-H-Bindung und es entsteht der Hydroxidkomplex, die konjugierte Base des Hexaqua-Stammkomplexes:
[M(H2O)6]3+ ⇌ [M(H2O)5OH]2+ + H+
Der Hydroxokomplex ist bereit für eine Olation, die durch die Verdrängung eines Moleküls Wassers durch einen benachbarten Komplex eingeleitet wird:
[M(H2O)5OH]2+ + [M(H2O)6]3+ ⇌ M(H2O)5(μ-OH)M(H2O)5}5+ + H2O
In diesem Produkt bildet der Hydroxidligand eine Brücke zwischen den beiden Metallen, die mit dem Symbol μ bezeichnet wird. Im entstehenden 5+-Ion sind das verbleibende Wasser und die Hydroxo-Liganden stark sauer und die Ionisierungs- und Kondensationsprozesse können bei noch höheren pH-Werten fortgesetzt werden. Die Bildung des Oxo-Dimers ist ein Prozess, der als „Oxolation“ bezeichnet wird, obwohl manchmal nicht zwischen Olation und Oxolation unterschieden wird:
{[M(H2O)5]2(μ-OH)}5+ ⇌ {[M(H2O)5]2(μ-O)}4+ + H+
Letztendlich beobachtet man die Bildung des Metalloxids:
2 [M(H2O)6]3+ ⇌ M2O3 + 9 H2O + 6 H+
Olation und Oxolation sind für die Bildung vieler natürlicher und synthetischer Stoffe verantwortlich. Bei diesen Stoffen handelt es sich in der Regel um unlösliche Polymere, aber einige, die Polyoxometallate, sind diskret und molekular.

## Olation bei der Ledergerbung

Reaktionsmechanismus der Chromgerbung

Eine Anwendung, bei der die Olation eine wichtige Rolle spielt, ist die Chromgerbung von Leder mit Chrom(III)-sulfat. Dieses Salz löst sich unter Bildung des Hexaquachrom(III)-Kations [Cr(H2O)6]3+ und des Sulfatanions auf. [Cr(H2O)6]3+ wirkt als Säure gemäß der folgenden Reaktion:
[Cr(H2O)6]3+ ⇌ [Cr(H2O)5OH]2+ + H+; Keq ~ 10−4 M
Ein höherer pH-Wert begünstigt also [Cr(H2O)5OH]2+. Dieser Hydroxykomplex kann eine Olation eingehen:
[Cr(H2O)6]3+ + [Cr(H2O)5OH]2+ → [(Cr(H2O)5)2(μ-OH)]5+ + H2O
2[Cr(H2O)5OH]2+ → [(Cr(H2O)4)2(μ-OH)2]4+ + 2 H2O
Das Diol (zweite Reaktion) wird durch Wärme und einen hohen pH-Wert begünstigt und beschleunigt. Das Gleichgewicht dieser beiden Faktoren, Temperatur und pH-Wert der Lösung, beeinflusst zusammen mit der Chrom(III)-Konzentration die fortgesetzte Polymerisation von [(Cr(H2O)4)2(μ-OH)2]4+. Das Chrom(III)-Hydroxid ist anfällig für Oxidation:
[(Cr(H2O)4)2(μ-OH)2]4+ → [(Cr(H2O)4)2(μ-O)2]2+ + 2 H+
Die Produkte der Oxolierung sind weniger anfällig für die Spaltung durch Säuren als die Hydroxybrücke. Die entstehenden polymeren Cluster sind aktiv an der Vernetzung des Proteins bei der Gerbung beteiligt, was im Wesentlichen die Vernetzung der Kollagenuntereinheiten beinhaltet. Die eigentliche Chemie von [Cr(H2O)6]3+ ist im Bräunungsbad komplexer als in Wasser, was auf das Vorhandensein einer Vielzahl von Liganden zurückzuführen ist. Zu den Liganden gehören das Sulfatanion, die Carboxylgruppen des Kollagens, Amingruppen aus den Seitenketten der Aminosäuren sowie „Maskierungsmittel“. Maskierungsmittel sind Carbonsäuren, wie z. B. Essigsäure, die zur Unterdrückung der Bildung von Polychrom(III)-Ketten verwendet werden. Maskierungsmittel ermöglichen es dem Gerber, den pH-Wert weiter zu erhöhen, um die Reaktivität des Kollagens zu steigern, ohne das Eindringen der Chrom(III)-Komplexe zu verhindern. Die von den Polychromspezies gebildeten Vernetzungen sind etwa 17 Å lang.